# John Yenn
John Yenn (ur. 1750, zm. 1821) – angielski XVIII-wieczny architekt.

## Życiorys
Był uczniem Sira Williama Chambersa. Yenn został wybrany do Royal Academy w 1791 roku.
W roku 1789 wykonał projekt małej korynckiej „Świątyni Zdrowia”, zbudowanej dla uczczenia wyzdrowienia Jerzego III z choroby.